# Центурион
Центурион (лат. centurio); у римској војсци центурион је био командир једне центурије у легији. У легијама је била успостављена јасна хијерархија - постајао је командни ланац и у њему су центуриони били најнижи. Ипак, не може се рећи да је центурион представљао чин у данашњем смислу тог појма. 
Дакле, сваки центурион је заповиједао основном јединице легије – центуријом, у којој је број легионара варирао у зависности од епохе и формације; од око 80-100 па и до 160 у појединим случајевима. На почетку су центурије дјеловале у групама по двије и формирале једну маниполу. Центурион који је командовао предњом центуријом, оној која је у борбеној формацији на бојном поље била ближе непријатељу, звао се приор а онај други постериор. Није сасвим јасно потврђено да ли је први имао одређено старјешинство над другим, ова је дистинкција највјероватније имала углавном практични смисао код руковођења јединицама у току битке и односио се на заузимање прве или друге борбене линије. 
Највиши чин у односу на друге центурионе у једној легији имао је центурион из прве кохорте и носио је назив примус пилус. Примус пилус је отприлике еквивалентан чину данашњег пуковника. 
Центуриони су били окосница професионалне војске, каријерни војници који су давали дневна задужења својим подређених и издавали им команде на бојном пољу. Обично су напредовали чин по чин али дешавало се да их император или виши официр ванредно унаприједе.
Легионар је могао постати центурион без обзира на друштвени сталеж из којег је потекао, могао је то бити млади сиромашни грађанин Рима које се доказао у борби а могао је то бити и млади аристократа којем је то био први корак у војној каријери (дешавало се да су ови други понекад постајали заповједници и без претходног војног искуства). Наравно, ефикасност римске војне организације гарантовала је и одлична војна школа у којој су будући високи официри стицали значајно теоријско образовање које им је омогућавало да успјешно командују легијом. Војне школе су тако производиле и "трибуне“ који су заузимали високе позиције у легији и без практичног војног искуства. 

## Униформа
Иако се појам униформа овдје не може примијети у смислу униформе у савременим војскама, ипак су одјећа и опрема центуриона садржавали одређене карактеристике према којима су се могли разликовати од осталих легионара. У те посебне карактеристике можемо убројати перјаницу/перушку на шљему постављену у правцу лијево-десно, за разлику од обичних војника код којих је она била усмјерена напред-назад. Вјероватно су се тако центуриони могли лакше уочити у току борбе. Центуриони су носили и командни штап - Vitis или Bacillum Viteum, као симбол ауторитета али и средство којим су кажњавали војнике. 
Као и други легионари, и центуриони су најчешће били опремљени слиједећим војничким реквизитима:
- Лорика, оклоп, имао је више варијанти: lorica hamata, lorica squamata, lorica segmentata, lorica musculata и све су биле флексибилне али и отпорне.
- balteus, војнички опасач, "cingulum militaris", служио је за ношење оружја и као украс.
- cassis, шлем, штитио је главу, врат и уши.
- Цалигае, сандале за марш и црвена туника били су заједнички свим легионарима.

Центурионово главно оружје био је гладијус, мач са оштрицом дугом око 50-55 cm (и до 70 cm), врхунско оружје легионара за блиску борбу. Обични легионари носили гладијус са десне стране опасача и извлачили га десном руком јер су у лијевој руци носили штит. Центуриони у принципу нису носили штит па су гладијус могли носити на лијевој страни опасача. На крају, ту је био и "pugio", бодеж.